# Aeroportul Internațional Santa Bernardina
Aeroportul Internațional Santa Bernardina (IATA: DZO, ICAO: SUDU) este un aeroport din Durazno⁠(d), Departamentul Durazno, Uruguay ce deservește zona Durazno⁠(d).
Situat la o altitudine de 92 m, aeroportul dispune de 2 piste.

## Infrastructură

### Piste
Aeroportul dispune de 2 piste. Pista 03/21 are suprafața de beton. Pista 10/28 are suprafața de asfalt. 